# Filippa Giordano (album)
Filippa Giordano è il secondo album della cantante italiana Filippa Giordano, pubblicato nel 1999 e composto esclusivamente da cover.

## Successo commerciale
Nel 2000 il disco ha cominciato a ricevere consensi anche fuori dall'Italia, raggiungendo le classifiche di vari paesi tra cui la Nuova Zelanda, dove ha raggiunto la top20, e l'Australia, dove ha conquistato un disco d'oro. Sempre nello stesso anno, la cantante ha ricevuto la stessa certificazione anche in Giappone, facendosi conoscere anche nel continente asiatico.

## Tracce
1. Casta diva (versione breve) – 4:07
2. S'Apre Per Te Il Mio Cuore – 3:39
3. Vissi d'Arte – 2:59
4. Habanera – 3:48
5. O Mio Babbino Caro – 2:31
6. Ave Maria – 2:50
7. Addio Al Passato – 3:16
8. Lost Boys Calling – 3:59
9. You Are The One – 4:21
10. Dissonanze (Mondo Trash) – 3:48
11. Maria (Al Mare) – 4:20

Bonus track per il mercato internazionale
1. Casta diva (versione estesa) – 5:00

## Classifiche
| Classifica (2000) | Posizione massima |
| ----------------- | ----------------- |
| Australia         | 25                |
| Germania          | 97                |
| Nuova Zelanda     | 19                |
| Paesi Bassi       | 48                |
| Regno Unito       | 86                |